# Dongjinal
Dongjinal (동짓날) är en koreansk högtid som hålls under vintersolståndet (동지), dvs. den längsta natten under året.
I vissa byar samlas människor på Dongjinal för att tillverka föremål att använda under det kommande nya året. Man använder den längsta natten på året för att förbereda sig genom att exempelvis tillverka sandaler av halm som kallas "Jipsin" (짚신), men också andra föremål som man kan ha behov av att använda dagligen.
En traditionell mat som koreaner äter på Dongjinal är Patjuk (팥죽).
Dagen är alltid den 21 eller 22 december efter den gregorianska kalendern. 